# Julio César Méndez Montenegro
Julio César Méndez Montenegro (Ciudad de Guatemala; 23 de noviembre de 1915-30 de abril de 1996) fue profesor y luego decano de la Facultad de Derecho de la Universidad de San Carlos de Guatemala, que se desempeñó como presidente de Guatemala desde el 1 de julio de 1966 hasta el 1 de julio de 1970. 
Méndez Montenegro fue el único civil en ocupar la presidencia de la República dentro del periodo comprendido entre 1950 hasta 1986.Fue parte en el movimiento revolucionario del 20 de octubre de 1944.

## Biografía
Hijo de Marcial Méndez y de Mélida Montenegro de Méndez. Obtuvo el diploma de bachiller en ciencias y letras en el Instituto Nacional Central para Varones y el de abogado y notario en la Universidad de San Carlos de Guatemala. Se casó con Sara de la Hoz, quien tuvo como secretaria de prensa a la periodista Irma Flaquer Azurdia durante su gobierno.
En junio de 1944, Méndez Montenegro fue uno de los 311 ciudadanos que firmaron un memorial solicitando al presidente Jorge Ubico Castañeda la reinstauración de las garantías constitucionales en Guatemala; este documento fue un factor importante en los movimientos populares que concluyeron con la renuncia de Ubico Castañeda el 1 de julio de 1944.

## Ascenso al Poder
Su hermano Mario Méndez Montenegro fundó el Partido Revolucionario (PR) y era uno de los principales candidatos a ser el presidente del «Tercer Gobierno de la Revolución», cuando el coronel Enrique Peralta Azurdia convocó a elecciones generales, con la entrada en vigencia de la Constitución de 1965.
Sin embargo, Mario Méndez se suicidó al pensar que perdería las elecciones y se le solicitó a Julio César Méndez como candidato del Partido Revolucionario para seguir con el apellido Méndez Montenegro 
El aparecimiento de los escuadrones de la muerte y la persecución que inició el gobierno de facto de Enrique Peralta Azurdia en contra de los líderes de izquierda provocó que en 1966 los guatemaltecos salieran a votar con temor; pero a pesar de ello, eligieron a Julio César Méndez Montenegro como presidente y al célebre periodista Clemente Marroquín Rojas como vicepresidente. Méndez Montenegro y Marroquín Rojas ya antes de asumir el puesto habían tenido un diferendo, pues Marroquín Rojas se negaba a firmar el conocido como «Pacto Secreto con el Ejército», que era la condición que ponía el alto mando militar para entregar la presidencia a Méndez Montenegro.

## Gobierno (1966-1970)

Mapa de los ramales ferroviarios en Guatemala y El Salvador, los cuales eran propiedad de la IRCA, la subsidiaria de la UFCO que controlaba el ferrocarril en ambos países, y cuya concesión expiró durante el gobierno de Méndez Montenegro. Tras el retiro de la IRCA, el Estado de Guatemala formó la empresa estatal Ferrocarriles de Guatemala (FEGUA).

Durante su gobierno se estableció el celeste como el color de la bandera nacional y se restableció, en 1967, el decreto 2795 promulgado por el gobierno del general Jorge Ubico Castañeda que otorgó a las fincas cafetaleras y a las empresas bananeras el permiso para castigar a los colonos jornaleros: «Estarán exentos de responsabilidad criminal los propietarios de fincas...».
Estableció la fecha del 30 de junio como «Día del Ejército» en conmemoración de la Reforma Liberal de 1871 cuyos líderes, los generales Miguel García Granados y Justo Rufino Barrios, crearon al actual Ejército de Guatemala. Su gobierno fue controlado por los militares, al punto que el periódico satírico No nos tientes de la huelga de Dolores de los estudiantes de la Universidad de San Carlos dijo de él:  «Perdimos a un licenciado, ¡pero ganamos a un coronel!»  Asimismo, hubo persistentes rumores de que Méndez Montenegro era únicamente un presidente títere, y que el alto mando del ejército lo mantenía alcoholizado en los dispensarios de licor que se encontraban en las cercanías del Palacio Nacional.[cita requerida]

### Economía
Durante su gobierno se discutió la posibilidad de ceder las minas de níquel en El Estor, Izabal, a una empresa canadiense, pero la concesión no se concretó.
El 2 de marzo de 1968, presionado por la oposición política al proyecto de reforma tributaria que presentara meses atrás, el doctor Alberto Fuentes Mohr renunció al cargo de ministro de Hacienda y Crédito Público, y su lugar lo ocupó Mario Fuentes Pieruccini, quien prometió austeridad y de inmediato fue visitado por el embajador norteamericano John Gordon Mein.
En mayo de 1968, la Comisión de Legislación del Congreso de la República informó a los trabajadores del Estado que la Ley de Servicio Civil, fue aprobada para entrar en vigor el 1 de enero de 1969, señalándose como un logro el establecimiento de la semana inglesa —días laborales de lunes a viernes— con el propósito que cada lunes los trabajadores regresen a sus oficinas con las energías repuestas.

#### Formación de Ferrocarriles de Guatemala (FEGUA)

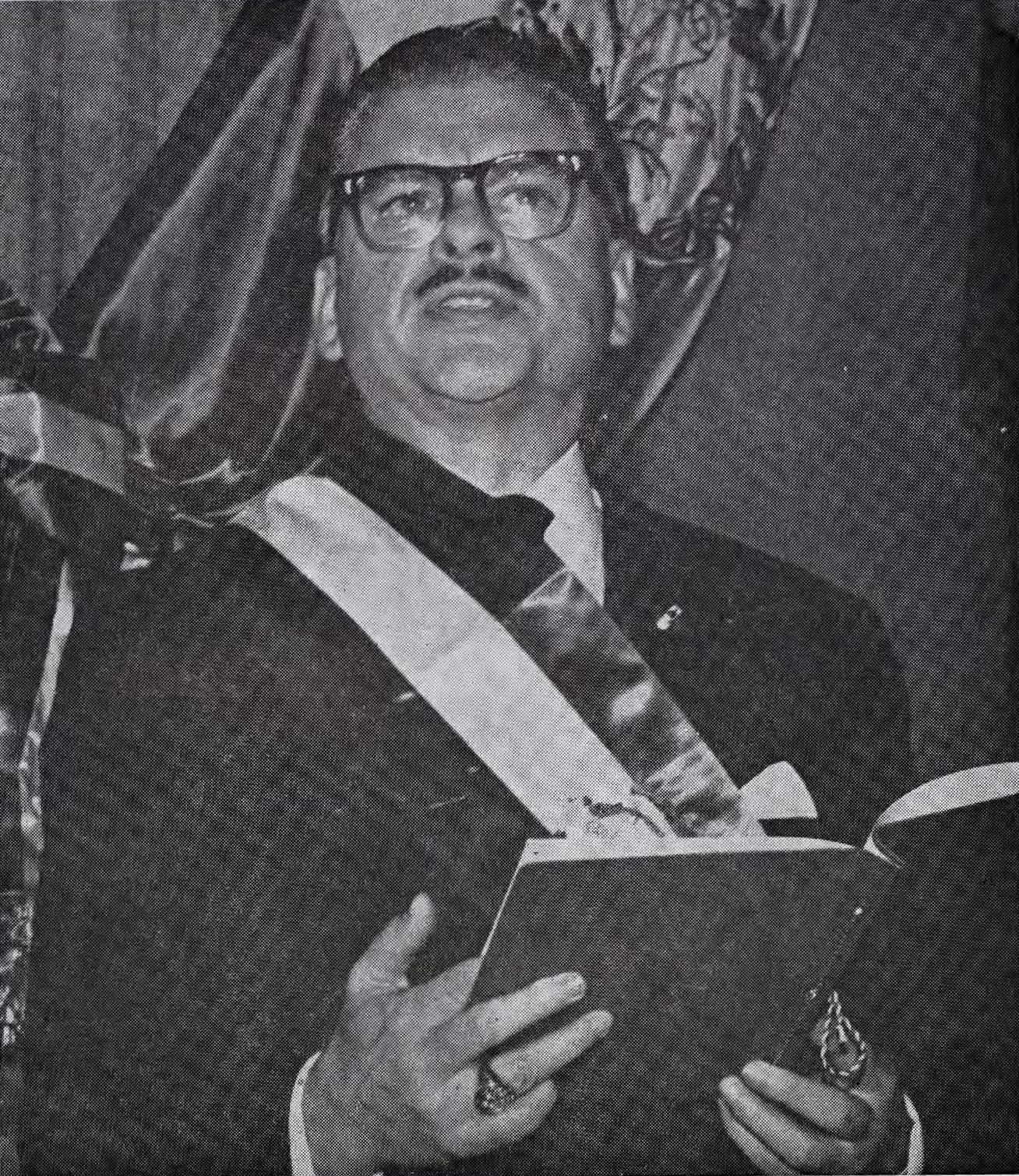
Montenegro pronuncia su discurso de inauguración, en julio de 1966.

En marzo de 1968 concluyeron las negociaciones entre el gobierno de Méndez Montenegro con personeros de la International Railways of Central America (IRCA), para lograr concluir con la huelga de cuatro mil trabajadores que acumuló setenta y dos días. La huelga estuvo organizada por el poderoso sindicato ferrocarrilero (SAMF) y al resolverla ambas partes llegaron a varios acuerdos, entre los cuales estaba incluido que fondos del gobierno cubrirían los 1.6 millones de quetzales para pagar los sueldos de los trabajadores quienes depusieron el movimiento a partir del 14 de marzo.
La concesión del ferrocarril para la International Railways of Central America (IRCA), que se inició en 1904 durante el gobierno del licenciado Manuel Estrada Cabrera, llegó a su término durante su gobierno. La empresa, que había tenido pérdidas sustanciales luego de la construcción de la carretera al Atlántico durante los gobiernos de Jacobo Arbenz Guzmán y Carlos Castillo Armas, y —con excusas como el pago de los salarios atrasados de la huelga de 1968— creó exprofesamente un estado de insolvencia para que pasara a propiedad del Estado de Guatemala, hecho que se ejecutó al margen del procedimiento administrativo público, lo que permitió a la IRCA evitar la responsabilidad por el pasivo dejado.

### Conflicto Armado Interno
Las FAR participaron en la contienda política arengando a la población para que votara por Méndez Montenegro, pero al asumir este la presidencia el Ejército de Guatemala, quien era el que en realidad tenía el poder, no le permitió ningún margen de acción, y los intentos por reducir la violencia tanto de la extrema derecha y de la extrema izquierda no fueron suficientes. De hecho, durante su gobierno la violencia política se incrementó. Es más, dos años después de la toma de posesión, el vicepresidente de la República Clemente Marroquín Rojas hace público que el presidente había pactado previamente con el ejército, quien arrogándose ser quien decidía lo mejor para la nación, lo conminó a que les deje mano libre para aplicar su estrategia contrainsurgente a cambio de dejarlo gobernar.
Poco después de la toma de posesión de Méndez Montenegro, el ejército guatemalteco —entonces formado por cinco mil efectivos— lanzó su mayor ofensiva contrainsurgente hasta la fecha en el departamento de Zacapa. Esta campaña se llamó Operación Guatemala, y estuvo supervisada por el coronel Carlos Arana Osorio, junto con la asesoría y entrenamiento de las Octavo Grupo de las Fuerzas Especiales del Ejército de los Estados Unidos. El nuevo programa contrainsurgente consistía en el uso de tácticas de tierra arrasada como medio para desplazar y separar a la guerrilla de su base social. El programa contrainsurgente incorporó muchas de las estrategias y equipo militar que los Estados Unidos estaban  utilizando en ese entonces en la guerra de Vietnam. A cambio del apoyo militar para su gobierno, Méndez Montenegro autorizó a las fuerzas armadas a utilizar cualquier método que fuera necesario para eliminar la insurgencia; sin las restricciones legales, las fuerzas de seguridad recurrieron al terror para controlar a la población y desmantelar el apoyo civil de los rebeldes. Continuaron los secuestros y las desapariciones forzadas de civiles, y la represión fue más intensa en las regiones en donde operaba el MR-13, y en la ciudad de Guatemala, en donde operaba el PGT. 
Méndez Montenegro nombró al coronel Rafael Arriaga Bosque, quien había estado a cargo de la ofensiva urbana contrainsurgente durante el gobierno de Peralta Azurdia, y activó la Unidad de Comando Especial del Ejército de Guatemala, la cual estuvo a cargo del coronel Máximo Zepeda a partir de enero de 1967, encargándose a partir de ese momento de todas las operaciones gubernamentales contra el PGT. Compuesto de civiles y militares, esta unidad funcionó como un aparato represivo y como ente recabador de inteligencia.
Por otra parte, en Río Hondo, Estanzuela, Teculután, Santa Rosalía y otros lugares del departamento de Zacapa, la población creía que los guerrilleros iban a regresar a la capital para tomar el poder junto con Méndez Montenegro, pero cuando éstos les dijeron que no era así, que debían esperar y que iba a haber una guerra prolongada, los pobladores se desencantan del movimiento guerrillero y los campesinos, sintiéndose engañados, empezaron a retirar su colaboración a la guerrilla.
Ese mismo año volvió a Guatemala el poeta guerrillero Otto René Castillo e integró la guerrilla de las Fuerzas Armadas Rebeldes; negándose a permanecer en un refugio en la ciudad de Guatemala estuvo con los combatientes de la Sierra de las Minas donde se dedicaba a preparar obras de teatro que los combatientes representaban ante los campesinos del área para hacerles llegar el mensaje de la guerrilla. En ese entonces, los elementos guerrilleros estaban integrados por un grupo de soldados jóvenes y rebeldes, varios de los cuales provenían de las filas del ejército y otros eran estudiantes de secundaria o de la Universidad de San Carlos y dos profesionales (economista y antropólogo), pero sin ningún sustento ideológico, por lo que al ingresar al movimiento, a Otto René Castillo le fue asignado hacerse cargo de la formación en los conceptos teóricos del marxismo de los combatientes.
Desde 1966 se iniciaron los crímenes políticos en Guatemala; para 1968, se habían producido más de dos mil asesinatos en el país producto del enfrentamiento entre la guerrilla izquierdista y los comandos de la extrema derecha. Estas campañas insurgentes y contrainsurgentes prácticamente habían paralizado al país. En enero de 1968, el embajador estadounidense John Gordon Mein otorgó medallas póstumas a dos asesores militares que habían sido miembros del cuerpo diplomático estadounidense acreditado en Guatemala: el coronel John D. Webber y el comandante Ernest A. Mundo, quienes murieron durante una emboscada de la guerrilla guatemalteca en represalia por el secuestro y asesinato de la activista guerrillera y ex-miss Guatemala Rogelia Cruz Martínez.
El 2 de octubre de 1966, Luis Turcios Lima falleció carbonizado en un accidente de tránsito en la 11 avenida y 10a calle de la zona 1 de la ciudad de Guatemala a las tres de la mañana, salvándose la dama que lo acompañaba. Los guerrilleros calificaron la muerte como un atentado, aduciendo que el vehículo en que se conducía Turcios Lima había sido «modificado» para que a determinada velocidad «frenara de repente», ocasionando que volcara y se incendiara. Lo extraño del accidente es que el comandante guerrillero iba conduciendo el vehículo, sin seguridad o escolta, a tan altas horas de la noche. La muerte de Turcios Lima ocasionó un desmoronamiento en las filas de las FAR, pero la agrupación trató de reponerse con el nombramiento de César Montes.
Para 1968 se habían producido más de dos mil asesinatos en el país producto del enfrentamiento entre la guerrilla izquierdista y los comandos de extrema derecha; un hecho que conmovió a la sociedad guatemalteca fue el secuestro, tortura y asesinato de la miss Guatemala de 1958, Rogelia Cruz Martínez, quien se había unido a la guerrilla después de las jornadas estudiantiles de 1962. Fue raptada en diciembre de 1967 por las fuerzas de derecha, y encontrada muerta el 11 de enero de 1968 cerca de un puente en las proximidades de Escuintla, con terribles señales de tortura. El PGT se vengó atacando a un grupo de personal militar de EE. UU. Estas campañas terroristas y antiterroristas prácticamente habían paralizado al país, y ambas querían derrocar al débil gobierno de Méndez Montenegro.
El 10 de diciembre de 1964 falleció el arzobispo Rossell y Arellano y fue sustituido por el obispo Mario Casariego, primer español en ocupar el puesto en Guatemala desde 1821. Desde el inicio de su gestión se le acusó de estar al servicio de intereses antipopulares, de favorecer a las élites del país y de estar influido por el Opus Dei. En 1968, el presidente Méndez Montenegro le solicitó a Casariego que visitara al presidente mexicano Díaz Ordaz y le solicitara apoyo en sus disputas con los jefes militares Arriaga Bosque y Carlos Arana Osorio. Al regresar a Guatemala en marzo, el arzobispo fue secuestrado por grupos de extrema derecha; hubo numerosos grupos de cristianos que elevaron sus oraciones para el aparecimiento del arzobispo; incluso, el Papa le envió una carta y le honró con varias dignidades eclesiásticas y el cargo de «Consejero de la Sagrada Congregación Consistorial», que le otorgaba poderes superiores a los del nuncio apostólico, pues tenía el derecho de revisar todos los nombramientos de obispos en la región. Incluso, fue nombrado «príncipe de la Iglesia» y obtuvo la Orden del Quetzal cuando fue liberado. Casariego fue secuestrado la tarde del sábado 16 de marzo de 1968; el 20 de marzo las fuerzas de seguridad del Estado capturaron a tres de los secuestradores y el resto al saber del hecho emprendió la huida, dejando al arzobispo y su piloto abandonados en la casa donde los tenían retenidos en Quetzaltenango. El Gobierno impuso immediatamente el estado de sitio.
En agosto de 1968, la Fuerzas Armadas Rebeldes asesinaron al embajador de Estados Unidos en Guatemala John Gordon Mein, siendo el primer embajador de EE. UU. en ser asesinado mientras servía a su país en el extranjero. Como represalia, el Ejército de Guatemala asesinó a varios dirigentes de las FAR. El embajador fue asesinado a escasas cuadras de la embajada de los Estados Unidos, al salir de un almuerzo con el canciller Emilio Arenales Catalán. En 2003, el entonces embajador de Estados Unidos en Guatemala, John Hamilton, describió el asesinato de su colega John Gordon Mein de la siguiente manera: «Eran las 3:30 de la tarde. El Embajador, de 54 años, iba de regreso a la Embajada después de participar en un almuerzo ofrecido por el entonces ministro de Relaciones Exteriores, Emilio Arenales Catalán. Estaba a sólo unas diez calles de la Embajada. En lo que parece haber sido un frustrado intento de secuestro, su carro fue detenido sobre la avenida de la Reforma por dos autos que le bloquearon el paso. Dos hombres salieron del carro que paró frente al suyo, y le ordenaron que saliera y que subiera a uno de los vehículos. El embajador empezó a correr y le dispararon. Los atacantes huyeron del lugar». De acuerdo a los reportes de la Comisión para el Esclarecimiento Histórico de las Naciones Unidas, en ese entonces en la ciudad de Guatemala el capitán guerrillero que dirigía la «resistencia de la ciudad», Ramiro Díaz, tenía las posiciones más radicales dentro de las FAR. Cuando el comandante Camilo Sánchez fue capturado por las fuerzas de seguridad, Ramiro Díaz quiso aprovechar el momento no solamente para liberarlo, sino que también para dar un golpe espectacular y demostrarle a los altos mandos de las FAR que era en la ciudad en donde debería estar la dirección de las FAR. Gordon Mein acababa de salir de una reunión con el entonces canciller guatemalteco, licenciado Emilio Arenales Catalán, cuando los miembros de las FAR intentaron secuestrarlo; como opuso resistencia, fue asesinado.
El 27 de febrero de 1970 fue secuestrado Alberto Fuentes Mohr, exministro de Hacienda y Crédito Público, quien había asumido la cancillería tras la repentina muerte de Arenales Catalán, y el 6 de marzo secuestraron a Sean Holly, agregado laboral de la embajada estadounidense. Ambos fueron secuestrados por las FAR, y fueron liberadas luego de que el Gobierno accediera a las exigencias planteadas por los guerrilleros, consistentes en la liberación, en el primer caso, de Vicente Girón Calvillo; y en el segundo, de José Manuel Aguirre Monzón y Vitalina Monzón, junto con la indicación del paradero de dos militantes de la organización.
El 31 de marzo de 1970, en la avenida de las Américas de la ciudad de Guatemala fue secuestrado por miembros de las FAR el embajador alemán Karl von Spreti. El 1 de abril las FAR confirmaron que el embajador estaba en su poder y exigieron la liberación de numerosas personas detenidas que, a juicio de los insurgentes, corrían peligro de ser asesinadas; y agregaron como exigencia el pago de 700 000 dólares. Establecieron como plazo para cumplir estas condiciones las tres de la tarde del 4 de abril y manifestaron que de lo contrario «procederían a ajusticiar al autor intelectual y material de la política imperialista». El 5 de abril, los plagiarios señalaron que el plazo estaba agotado y en la noche la policía descubrió el cadáver del embajador en las cercanías de San Pedro Ayampuc, a diecisiete kilómetros de la capital. Un dirigente de las FAR declaró años más tarde a la Comisión para el Esclarecimiento Histórico de las Naciones Unidas:  «El Gobierno no accedió a las presiones y el comando de la región urbana ejecuta al embajador para demostrar que no estaban jugando y que hablaban en serio».

#### Victoria contrainsurgente de 1968
Como ya se indicó, el Ejército de Guatemala tomó medidas drásticas para aplastarla; las operaciones contra la subversión en el oriente del país fueron efectivas: se destruyeron sus depósitos de armas, sus líneas de comunicación y abastecimiento.
Una anécdota que ilustra la manera de operar del coronel Arana Osorio ocurrió en el cuartel de Zacapa, bajo su mando. Un grupo de periodistas esperaba para entrevistarlo cuando un oficial informó: 

«Con la novedad que tenemos cuatro guerrilleros prisioneros, tras una refriega en el Río Grande.»

Arana respondió: «¿Y desde cuándo nosotros tenemos prisioneros?».

El oficial desapareció para volver minutos después: «Con la novedad que murieron cuatro guerrilleros en un enfrentamiento en el Río Grande».|Tomado de El País
Tras un combate en el que su unidad fue desbandada y el comandante huyó dejando a los combatientes abandonados, Otto René Castillo, el poeta e indoctrinador de la guerrilla, fue capturado por fuerzas gubernamentales al mando de Arana Osorio, entonces jefe de la zona militar de Zacapa, el 19 de marzo de 1967. Castillo fue torturado brutalmente y murió quemado vivo junto a otros trece colaboradores de la insurgencia, incluyendo a su compañera sentimental, Nora Paiz Cárcamo.
Con la muerte de Turcios Lima y la ofensiva contrainsurgente, la desesperación cundió en el grupo y se dieron deserciones y entregas voluntarias a las autoridades. Se estima que al final de este operativo, habían muerto entre cinco mil y seis mil personas. A finales de 1968 el coronel Carlos Arana Osorio informó de manera oficial que se había neutralizado el accionar militar del PGT, las FAR y el MR-13 y se determina que la guerrilla no ha «echado raíces» entre la población civil. Por su comportamiento durante esta ofensiva, Arana Osorio fue conocido como «el Chacal de Oriente».
El Partido Guatemalteco del Trabajo trató de sostener la guerra popular prolongada en tres fases, adoptada en el III Congreso del partido donde se estableció como opción única la utilización de todas las formas de lucha,  y lo confirmó un año después al definir que la lucha armada «es la que permitirá el acceso al poder». Sin embargo, ante los errores tácticos y estratégicos cometidos por la dirección del partido, las FAR desautorizaron al PGT en 1968 y decidieron reorganizarse y continuar solos en la lucha. Los dirigentes de los grupos subversivos analizaron las causas de la derrota militar y concluyeron que hubo errores en la concepción del planeamiento revolucionario; además el área donde operaban no permitía incorporar al pueblo a la lucha armada ni unirse a la masa campesina, por lo que el accionar político militar fue ineficaz.

### Infraestructura
La hidroeléctrica Jurún Marinalá se inició y concluyó en el período del presidente Julio César Méndez Montenegro; este fue un proyecto iniciado por el gobierno del coronel Jacobo Arbenz Guzmán antes de su derrocamiento en 1954. Asimismo, durante su gobierno se construyó la colonia «Primero de Julio» en la periferia de la Ciudad de Guatemala y además, se creó la estación de televisión de acceso público con la creación de Televisora Nacional de Guatemala, Canal 8 que era la sucesora de TGW-Canal 8, que había sido cerrada en 1965.
En 1968, como un logro del llamado «tercer gobierno de la revolución» se comunicó que el gobierno concluyó una sección de la carretera Roosevelt, de 7.4 kilómetros, que forma parte de la carretera Interamericana, estimando que se completarían los quinientos cuatro kilómetros que le corresponden a Guatemala para el final del gobierno.

### Relaciones exteriores
Nombró como ministro de Relaciones Exteriores de Guatemala al embajador de Guatemala ante las Naciones Unidas, licenciado Emilio Arenales Catalán; Arenales, a su vez, fue nombrado como presidente de la Vigésima Tercera Asamblea General de las Naciones Unidas, para la cual contrató los servicios del periodista guatemalteco Jorge Palmieri, como su secretario de relaciones públicas. Desafortunadamente, Arenales Catalán murió en 1969, víctima de una enfermedad que padecía. Fue reemplazado por Alberto Fuentes Mohr en el despacho de Relaciones Exteriores.
Por otra parte, en 1966 nombró como embajador de Guatemala ante la República de Francia al escritor Miguel Ángel Asturias; Asturias renunció al puesto al momento de terminar el período de Méndez Montenegro el 1 de julio de 1970.
Como en su número de marzo de 1968 la revista Life hacía fuertes comentarios en contra del gobierno de Guatemala, este decomisó y devolvió a su país de origen los treinta mil ejemplares destinados para la venta. El periodista Álvaro Contreras Vélez publicó en tres días consecutivos opiniones en contra de dicha revista, a pesar de las críticas que le hicieron colegas periodistas.

### Cultura

Bandera de Guatemala según el Acuerdo Gubernativo del 12 de septiembre de 1968, emitido por el gobierno de Méndez Montenegro.

En 1967, el escritor guatemalteco Miguel Ángel Asturias obtuvo el Premio Nobel de literatura. El gobierno de Méndez Montenegro mandó a elaborar un busto del escritor en su honor, el cual se encuentra en la Biblioteca Nacional de Guatemala.
El 12 de septiembre de 1968, se emitió el decreto por medio del cual se regulaban los colores de la Bandera de Guatemala.  Los colores serían azul y blanco, dispuestos en tres franjas verticales del mismo ancho: dos azules los extremos y una blanca en medio. La franja blanca lleva en su centro el escudo de armas de la República, en dimensiones proporcionales a las de la bandera.  El color azul que expresa justicia y lealtad corresponde al azul del cielo de Guatemala y en la nomenclatura de uso internacional se designa como ISCC-NBS 177, o VM 1.6 PB 5.9/9.4. El color blanco, que simboliza pureza e integridad, equivale al ISCC-NBS 263, o VM 2.5 PB 9.5/0.2. El mismo acuerdo gubernativo estipuló que la bandera es un rectángulo con las dimensiones proporcionales, vertical y horizontal, de 5 a 8 respectivamente y que se hizo así porque la relación de 5 a 8 corresponde a la regla de oro de la proporción estética.
En cuanto al escudo de armas de la República, quedó definido también; estipuló que los rifles Remington de la época (1871) se representaran con bayoneta triangular calada, de perfil, con el guardamontes hacia abajo, y entrecruzados en ángulo recto en el centro del escudo y que las espadas, símbolo de justicia y soberanía, desenvainadas y en oro, se entrecruzaran en ángulo recto al de los rifles.  Por otra parte, las ramas de laurel, símbolo de victoria, que enlazan las armas, se representan al natural con frutos, entrecruzadas en la parte inferior y sin atadura alguna. Las hojas inferiores de las ramas enlazan con las empuñaduras de las espadas, las subsiguientes con las culatas de los rifles y las últimas, en el extremo superior, con las bayonetas.  En cuanto al pergamino con la leyenda del nacimiento de la Patria, este se va desenrollado en el centro del escudo, sobre el cruce de los rifles; tiene una vuelta y media hacia el frente de la parte superior y vuelta y media hacia el reverso en la inferior, descansando ésta sobre las hojas de las espadas. Finalmente, en la parte superior del pergamino el decreto estipuló que posara el Quetzal que es el símbolo supremo de libertad y se representa diestrado, en sus colores propios.